# Chaussure à semelle compensée
Pour les articles homonymes, voir Compensé.

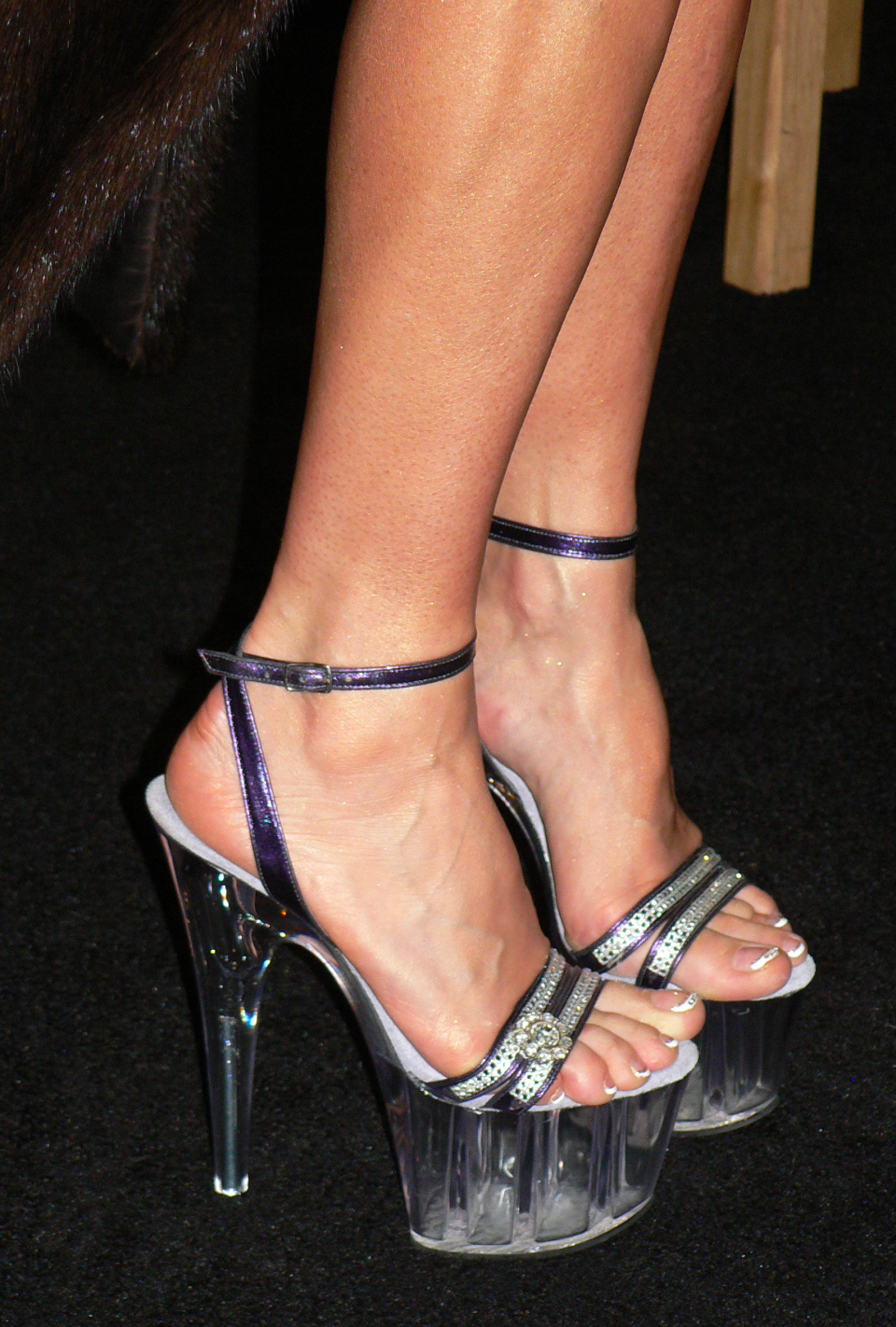
Chaussures à talons à semelles compensées.

Les chaussures à semelles compensées sont des chaussures, bottes ou sandales ayant une semelle épaisse souvent fabriquée à base de gomme, plastique ou de bois. Les semelles compensées sont également appelées talons compensés, lorsque le talon de la chaussure forme un unique bloc avec la semelle. Lorsque le talon est haut et fin, séparé de la semelle, l’appellation de « plateaux » ou « plateformes » (de l'anglais platform shoe) est souvent utilisée. La semelle compensée permet d'augmenter la hauteur de talon sans augmenter la cambrure du pied. Ce type de chaussure, lorsque la plateforme est de plusieurs centimètres, fait partie de l'univers du fétichisme, car régulièrement utilisé par les stripteaseuses.
Les semelles compensées étaient portées dans de nombreuses cultures avant de devenir une mode.

## Historique

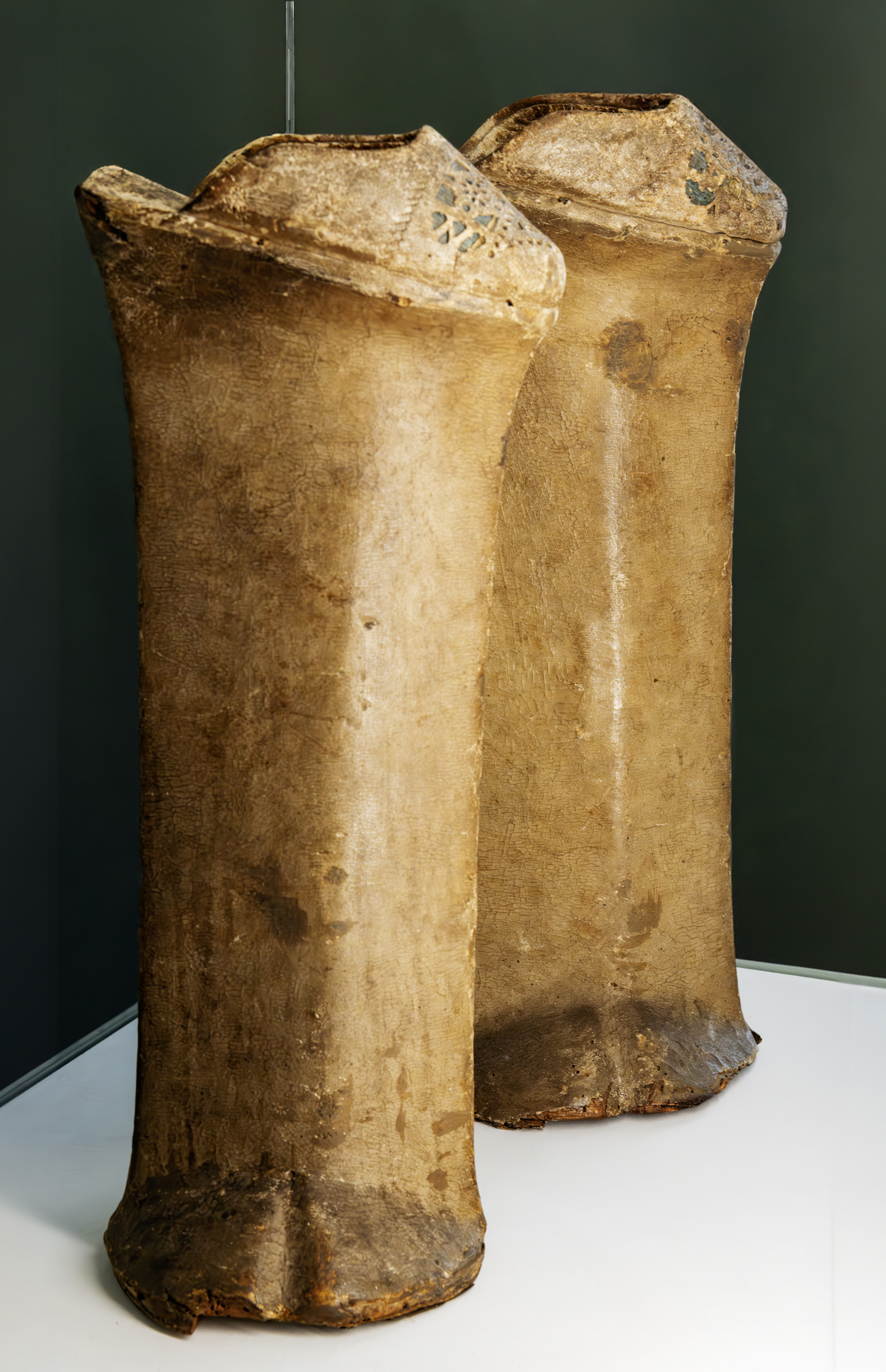
Calcagnetti (Chopines), XIVe Musée Correr Venise.

La première utilisation connue de semelles compensées remonte à la Grèce antique — notamment par les acteurs de théâtre, à qui elles servaient par leur taille à matérialiser l'importance d'un personnage —, au XVIe siècle, avant de revenir au XVIIIe siècle, époque à laquelle les semelles compensées étaient utilisées pour éviter la boue sur les trottoirs urbains.
À Venise, à la Renaissance, les femmes élégantes et les prostituées portaient des souliers rehaussés par des patins en bois : les chopines. Celles-ci pouvaient mesurer jusqu'à 70 centimètres de haut. La légende prétend que ces semelles élevées auraient eu une utilité fonctionnelle (i.e. protéger les habits de la saleté puisque les robes étaient portées très longues), permettant de se déplacer dans des rues fréquemment inondées par des crues. Les femmes qui les portaient avaient un ou deux domestiques à leurs côtés pour les aider à marcher, mais les textes évoquent également une démarche potentiellement élégante lorsque les femmes apprenaient l’art de marcher avec de tels souliers, pouvant se déplacer avec « grâce, sensualité et beauté ». Initialement apanage des courtisanes vénitiennes cette mode s’est par la suite répandue parmi les femmes nobles et en Espagne.

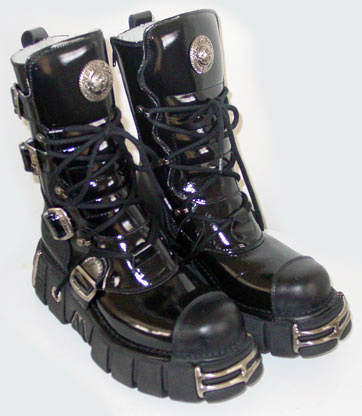
Paire de bottes à semelles compensées de marque New Rock, caractéristiques de la mode gothique.

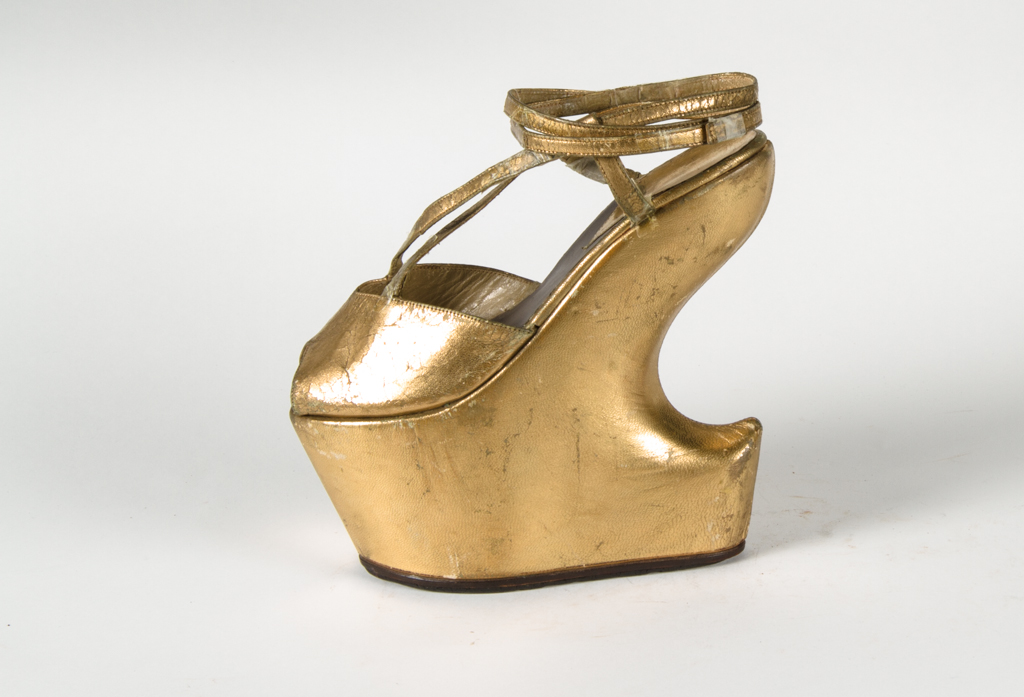
Chaussures à plateforme portées par Carmen Miranda.

Les premiers modèles de semelles compensées sont apparus au milieu des années 1930. Ils sont signés par les chausseurs Roger Vivier, et Salvatore Ferragamo. Les chaussures à semelles compensées ont été popularisées à cette époque par l'actrice Carmen Miranda. Pendant la Seconde Guerre mondiale, les réserves de cuir étaient très faibles en Europe puisque celui-ci était réservé à la confection des bottes militaires. En France, de nombreuses chaussures de femmes furent par conséquent pourvues de semelles compensées en bois. En Italie, Salvatore Ferragamo fit appel à différents matériaux pour créer ses semelles compensées : les résines synthétiques, le liège, le Rhodoïd, la Bakélite, etc.
En 1971, Yves Saint Laurent intégra les chaussures à semelles compensées dans sa collection « Libération », inspirée de la mode des années 1940. Les semelles compensées furent largement popularisées dans les années 1970. Elles étaient portées par de nombreuses stars de la pop : notamment Elton John et le groupe suédois ABBA. Ces semelles épaisses permettaient alors d'empêcher les pantalons à pattes d'éléphant et les robes longues de trainer par terre.
Les chaussures à semelles compensées sont revenues à la mode dans les années 1990, avec la collection « Mini-Crini » de Vivienne Westwood. Elles sont également et actuellement sous forme d'accessoires phares de la mode gothique, mais également icône des pages modes depuis plusieurs années avec les salomés de marque Yves Saint Laurent,. Populaire chez les jeunes, elles sont devenues un article de grande diffusion et reprises souvent comme des produits dérivés de l'activité de vedettes du show business, on citera les Spice Girls à l'origine de la vente de 50 000 paires de « platform shoes ».